# لويد ميلر
لويد ميلر (بالإنجليزية: Lloyd Miller)‏ هو موسيقي أمريكي، ولد في 11 نوفمبر 1938 في غلينديل في الولايات المتحدة.

## وصلات خارجية
- لويد ميلر على موقع ميوزك برينز (الإنجليزية)
- لويد ميلر على موقع أول ميوزيك (الإنجليزية)
- لويد ميلر على موقع ديسكوغز (الإنجليزية)